# Hanging On
"Hanging On" é uma canção do artista de música eletrônica estadunidense Active Child, gravada para seu primeiro álbum de estúdio, You Are All I See (2011). Ela foi escrita por Active Child e Ariel Rechtshaid, e produzida por Rechtshaid. O videoclipe da canção, dirigido por TS Pfeffer e Robert McHugh, estreou em 19 de janeiro de 2012. A canção já ganhou versões covers de outos artistas musicais, como a britânica Ellie Goulding, para o álbum Halcyon (2012), e da banda de rock alternativo australiana Something for Kate, que incluiu uma versão acústica da canção como faixa bônus da edição especial de disco duplo do álbum Leave Your Soul to Science (2012).

## Créditos
Lista-se abaixo os profissionais envolvidos na elaboração de "Hanging On", de acordo com o encarte de You Are All I See:
- Active Child – vocais, engenheiro adicional, produção
- Ariel Rechtshaid – engenheiro de som, mixagem, produção
- David Schiffman – mixagem
- Howie Weinberg – masterização

## Versão de Ellie Goulding
Em 2012, "Hanging On" ganhou uma versão da artista musical britânica Ellie Goulding para o seu segundo álbum de estúdio, Halcyon. Uma versão alternativa com a participação do rapper inglês Tinie Tempah foi lançada através de download gratuito em 10 de julho 2012 pela página de Goulding na plataforma de áudio SoundCloud, servindo como um single promocional para o álbum.  O vídeo musical que a acompanha foi dirigido por Ben Newbury e lançado em 13 de julho.
A versão cover de Goulding foi destaque em episódios de séries norte-americanas, como "The Revengers", de Gossip Girl, "Til Death Do Us Part" de Nikita e na trilha sonora da adaptação de 2013 do filme The Host. Em fevereiro de 2013, o remix Living Phantoms da canção foi usada no trailer de live-action "From Ashes", do jogo eletrônico God of War: Ascension, desenvolvido para o PlayStation 3. O remix da música, produzido por I See MONSTAS, foi incluído na trilha sonora da adaptação Divergente, além de sua versão original que também se encontra presente no filme.

### Créditos
Créditos abaixo de acordo com o encarte de Halcyon.
- Ellie Goulding – vocais
- Ben Baptie – assistente de mixagem
- Billboard – produtor
- Philippe Dumais – assistente de som
- Tom Elmhirst – mixagem
- Tinie Tempah – vocais
- Richard Vincent – engenharia de som

### Desempenho nas tabelas musicais
| Tabela musical (2012)          | Melhor posição |
| ------------------------------ | -------------- |
| Reino Unido (UK Singles Chart) | 144            |